# Willacy County
Willacy County je okres ve státě Texas v USA. K roku 2010 zde žilo 22 134 obyvatel. Správním městem okresu je Raymondville. Celková rozloha okresu činí 2 031 km².